# Świętokrzyska Kolej Dojazdowa
Świętokrzyska Kolejka Dojazdowa – wąskotorowa linia kolejowa, dawna Jędrzejowska Kolej Dojazdowa, powstała w 1917 roku. Trasa biegnie przez część regionu Ponidzia w południowej części województwa świętokrzyskiego, z Jędrzejowa, poprzez Jasionną, Motkowice, Umianowice do Pińczowa. Istnieje także nie wykorzystywane odgałęzienie trasy w Umianowicach do Hajdaszka, Stawian Pińczowskich i Sędziejowic.
Linia ŚKD krzyżuje się w okolicy wsi Wygoda z linią szerokotorową LHS, na 14,6 km biegu linii wąskotorowej od stacji Jędrzejów Wąski, a także na odcinku nieczynnym w miejscowości Przededworze koło Chmielnika. Jest to jedno z niewielu w Polsce skrzyżowań linii szerokotorowej z wąskotorową, a dodatkowo jeden z kilku nielicznych wiaduktów na trasie przebiegu linii wąskotorowej.

## Historia

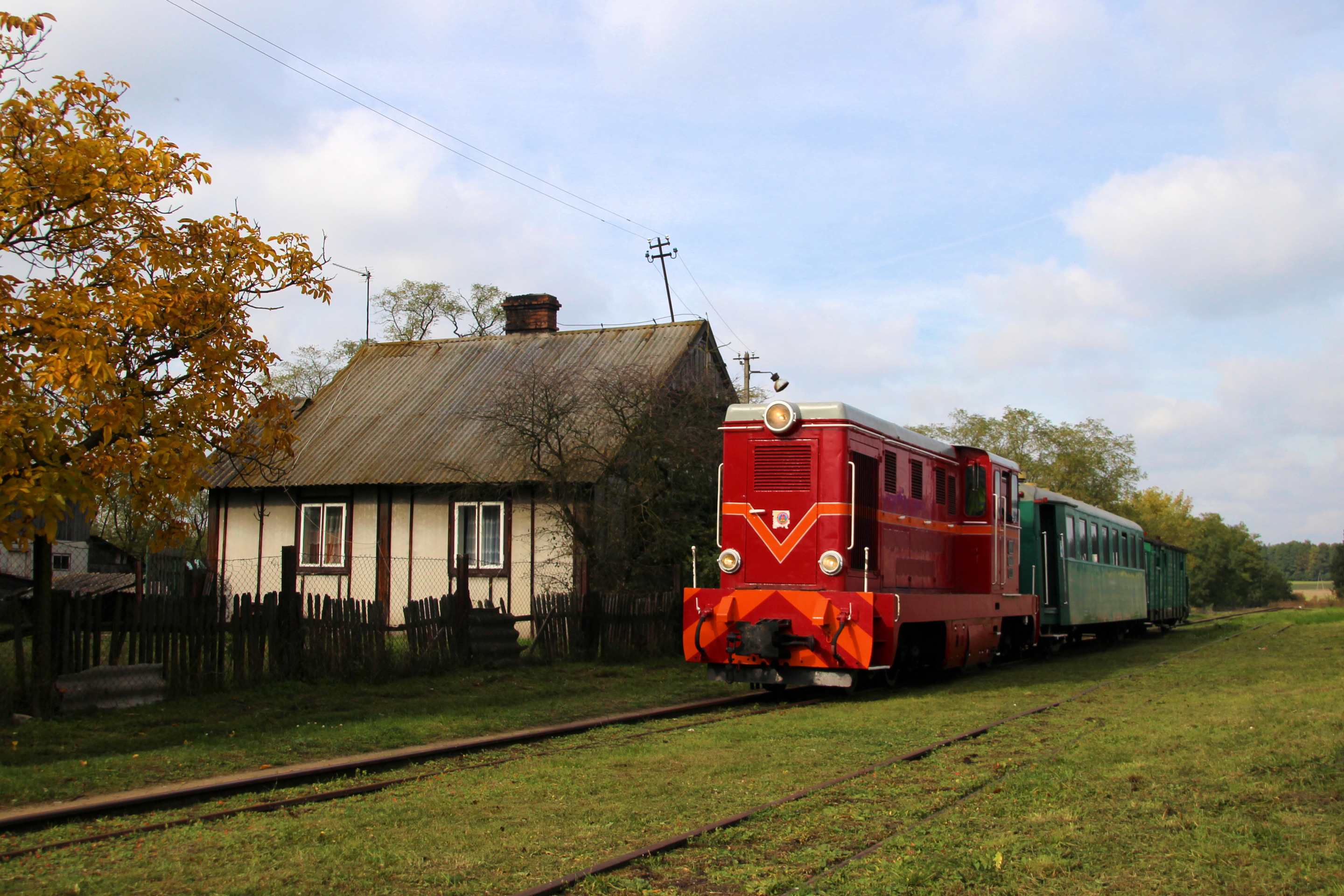
Pociąg specjalny na przystanku kolejowym Motkowice Wąskotorowe

Powstanie kolei wiąże się z wybuchem I wojny światowej i okupacją północnej Małopolski przez Austriaków, którzy od końca 1914 układali tu linie frontowe (Rollbahn). W lutym 1915 dla potrzeb militarnych wybudowano pierwszy odcinek polowej linii wąskotorowej od Jędrzejowa do obecnych Motkowic. W maju 1915 trwały prace przy budowie tymczasowych mostów na Nidzie, których eksploatacja odbywa się do dziś. Po ustąpieniu Rosjan znad Nidy, budowę linii kontynuowano w kierunku Hajdaszka, Sędziejowic i Chmielnika, a następnie przez Raków Opatowski do Bogorii. Odcinek ten otwarto w październiku 1916 roku, a łączna długość kolei wynosiła 85 km. Linię wydłużono później na północ do Iwanisk i na południe do Staszowa. W tym czasie powstały także linie Miechów - Węchadłów - Działoszyce i Kocmyrzów - Posądza oraz styczne kolejki konne. W 1917 czynne były już odcinki Kije - Pińczów - Michałów - Koniecmosty - Opatowiec oraz Staszów - Rytwiany - Pacanów/Szczucin.
W okresie międzywojennym sieć kolei wąskotorowych w południowej części ówczesnego województwa kieleckiego została połączona jako Jędrzejowska Kolej Dojazdowa. Długość sieci maksymalnie sięgała 340 km. Kursowały po niej pociągi osobowe i towarowe. Kolej znajdowała się pod zarządem PKP. Zmierzch kolei wąskotorowych rozpoczął się w latach 60. XX wieku, z uwagi na konkurencję ze strony transportu drogowego (ciężarówek i autobusów). Ruch pociągów towarowych został zawieszony w 1993 roku.

## Kolej współcześnie
Z uwagi na położenie szlaku w dolinie Nidy (tzw. Ponidzie), od początku lat dziewięćdziesiątych, uruchomiono najpierw pod zarządem PKP turystyczny ruch kolejowy. Pociągi o nazwie „Ciuchcia Ekspres Ponidzie” jeździły na trasie Jędrzejów - Pińczów - Wiślica, jednakże po rozmyciu przez ulewne deszcze nasypu kolejowego od 1996 roku ruch do Wiślicy został wstrzymany.
W 2002 roku kolej została przejęta przez utworzoną w tym celu spółkę samorządową Świętokrzyska Kolejka Dojazdowa „Ciuchcia Expres Ponidzie” Sp. z o.o. utworzoną przez samorządy, na terenie których przebiegała zachowana linia: gminę Jędrzejów, gminę Pińczów, województwo świętokrzyskie, powiaty jędrzejowski i pińczowski oraz gminy Imielno i Kije. Spółka ta stała się operatorem linii. 
Kolejka dysponuje obecnie trzema lokomotywami Lxd2 (z czego 2 sprawne) oraz parowozem Px48 (niesprawny, rewizja wygasła w 2007r). Od 2009 roku kolejka posiada sprawną lokomotywę Lyd1 oraz niesprawną (brak silnika) Lyd2 (w 2015 roku ustawiono ją jako pomnik obok bramy wjazdowej na stacje), obie pochodzą ze zlikwidowanej kolejki w Piotrkowie Trybunalskim. Warsztaty wykonują naprawy taboru wąskotorowego na zlecenie obsługując kolejki z całego kraju (specjalizują się w remontach układów jezdnych). Dostawy odbywają się transportem samochodowym.
Odjazd pociągu odbywa się ze stacji Jędrzejów Wąski w lecie w każdą niedzielę o godzinie 10:00, zaś powrót o 18:00. Prowadzone są także pociągi specjalne i na zamówienie. W chwili obecnej nie są prowadzone pociągi towarowe, ani codzienny ruch lokalny, choć trwają rozmowy nad ich przywróceniem.
Istnieje możliwość dojazdu za pośrednictwem KKA na stację kolejki w Pińczowie. Kolejkowa Komunikacja Autobusowa uruchamia specjalnie dwie linie:
- Linia numer 1: Kielce, ul. Żelazna (przystanek busów) – Pińczów dworzec Świętokrzyskiej Kolejki Dojazdowej. Odjazd z Kielc w niedziele o godzinie 11:15.
- Linia numer 2: Busko-Zdrój, dworzec PKP – Pińczów dworzec Świętokrzyskiej Kolejki Dojazdowej. Odjazd z Buska w niedziele o godzinie 11:45.

Po powrocie z przejazdu kolejką na ognisko i zabawę do Umianowic, obydwa busy czekają na pasażerów w Pińczowie i o 14:30 jadą odpowiednio do Kielc i do Buska-Zdroju.
Kolejka zatrudnia kilkunastu pracowników. W latach 2002–2006 spółka przyniosła ok. 700 tys. zł straty. W 2006 roku z wycieczek kolejką skorzystało ponad 15 tys. osób, a w roku poprzednim około 12 tys. osób. W 2008 roku kolej przewiozła ponad 21 tysięcy osób (odprawiono 142 pary pociągów).
W 2014 roku w rozkładzie pojawił się przystanek "Wygoda" wybudowany przez właściciela kompleksu wypoczynkowego "Sielsko na Wygodzie"
Pod koniec 2014 roku na stacji Pińczów rozebrano 2 bocznice oraz rozjazdy od strony Wiślicy. Prace te miały związek z budową ronda. W 2015 zamontowano rozjazdy skracając tory stacyjne. 

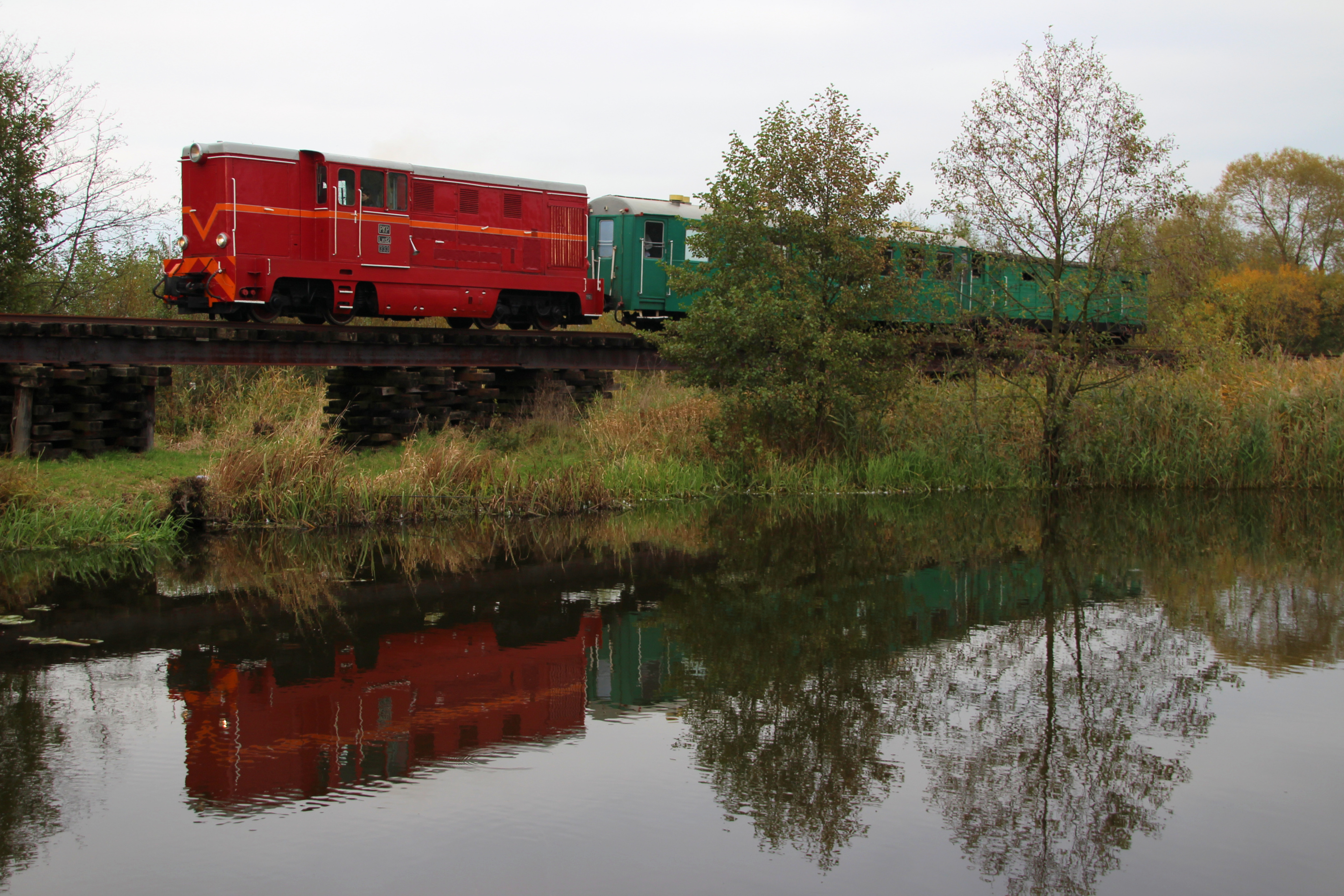
Pociąg turystyczny jedzie trasą nad terenami zalewowym Nidy

## Przyszłość kolejki
Obecnie trwają rozmowy nad przyszłością kolejki. Rozważane jest m.in. skorzystanie z dofinansowania unijnego, wniosek i dofinansowanie z Ministerstwa Kultury i Dziedzictwa Narodowego, zmiana formuły prawnej na muzeum i eksploatacja wyłącznie odcinka Jędrzejów - Stawy. W 2003 r. został przywrócony przejazd w Hajdaszku, w październiku 2007 miała miejsce odbudowa mostu udrażniająca szlak do stacji stycznej z torem normalnym w Stawianach Pińczowskich, gdzie znajduje się zapadnia transporterowa i ładownie. W 2008 osiągnięto Sędziejowice.
Z inicjatywy Zespołu Świętokrzyskich i Nadnidziańskich Parków Krajobrazowych podjęto prace nad wznowieniem kursowania pociągów na 2,5 km szlaku Hajdaszek – Umianowice. Realizacja tego zamierzenia odbywać się będzie w ramach projektu „Stacja Hajdaszek – Kolejowy Skansen”, finansowanego ze środków Regionalnego Programu Operacyjnego. Całkowita wartość projektu wynosi 3 497 851,20 zł, w tym środki z RPO w wysokości 2 061 919,48 zł. Realizacja przedsięwzięcia obejmie adaptację zabytkowego budynku dworca z 1924, rozbudowę stacji o perony i zadaszenie, remont toru do Umianowic oraz zakup lokomotywy spalinowej z wagonami pasażerskimi oraz drezynami rowerowymi  i miała pierwotnie zakończyć się w 2019 (obecnie zakończenie realizacji projektu planowane jest na rok 2020). Odtworzone zostaną sala dworcowa z poczekalnią, kasą biletową oraz pokój naczelnika stacji. W budynku przewidziano nadto salę edukacyjno-konferencyjną, salę restauracyjną zwaną zgodnie z tradycją Gospodą dla Żołnierzy (na wzór funkcjonującej w latach międzywojennych stołówki dla przejeżdżających żołnierzy) wraz zapleczem gastronomicznym i gabinetem jej kierowniczki w l. 20 XX w. Janiny Żelisławskiej, apartament hrabiny Karoliny Lanckorońskiej (historyka sztuki, spadkobierczyni okolicznych dóbr). 

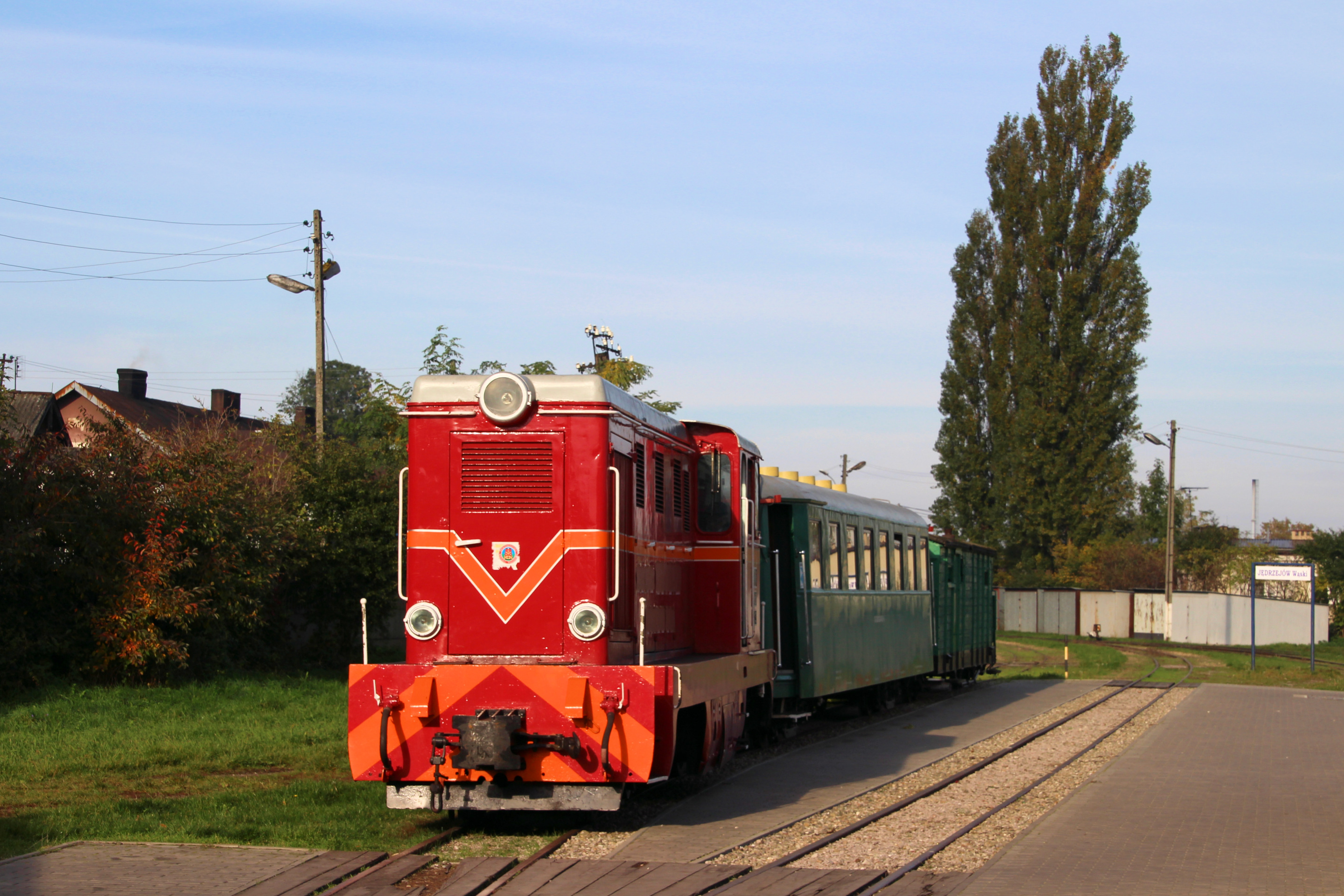
Pociąg na stacji w Jędrzejowie

W holu głównym ustawiona będzie kolejowa makieta Ponidzia z modelami dworców i pociągów. Pociągi osobowe przez Hajdaszek przestały kursować w latach 80., a towarowe w 1993 roku.
Planowane było także rozszerzenie szlaku w stronę Wiślicy do zniszczonego mostu w Skrzypiowie. Rozważano także zwiększenie ilości przystanków o stacje: centrum Jędrzejowa, Piaski, Borki, Wygoda, Holendry, Ptasznik, Suchowola, Podlesie, Wierzbie, Rudki, Kamienna Góra, Pągowiec, Skowronno Górne i Dolne, Kopernia, Pińczów naprzeciw dworca PKS, Skrzypiów, Wojsławice, Rudawa i Biskupice.
Dnia 11 września 2009 roku Minister Kultury i Dziedzictwa Narodowego na wniosek właściciela (Polskie Koleje Państwowe) wydał jednak decyzję o wykreśleniu z rejestru zabytków odcinków od stacji Pińczów do stacji Wiślica w Koniecmostach oraz od stacji Sędziejowice do stacji Raków Opatowski wraz z obiektami inżynieryjnymi. W ten sposób przekreślona została możliwość reaktywacji kolejki na dalszych odcinkach, a na miejscu fragmentu trasy kolei z Pińczowa do Wiślicy zbudowano obwodnicę drogową.
W 2016 z usług kolejki skorzystało 16 tys. pasażerów.
W sezonie 2020 roku nie uruchomiono ruchu kolei z uwagi na zły stan torowiska i taboru, wiążący się z trudną sytuacją finansową i poszukiwaniem nowej formuły funkcjonowania. Spółka Świętokrzyska Kolejka Dojazdowa „Ciuchcia Expres Ponidzie” została następnie postawiona w stan likwidacji, lecz w październiku 2020 roku kolej została przejęta przez samorząd województwa i włączona w struktury wojewódzkiej jednostki Zespołu Świętokrzyskich i Nadnidziańskich Parków Krajobrazowych w Kielcach. Z uwagi na konieczność remontów i poszukiwanie finansowania, w 2021 roku kolejka nadal nie funkcjonowała. 
W 2022 roku wznowiono przewozy na 9-kilometrowej trasie Jędrzejów - Jasionna. W 2024 roku kursowała już z Jędrzejowa do Motkowic (17 km), natomiast podróż do Umianowic i Pińczowa była nadal niemożliwa z powodu złego stanu mostów na Nidzie. W Umianowicach przy odnowionej stacji kolejki powstał Ośrodek Edukacji Przyrodniczej. Kolej otrzymała nazwę: „Świętokrzyskiej Kolejka Wąskotorowa Ciuchcia Ponidzie”.
W październiku 2024 roku zostały zawarte umowy z wykonawcami na rewitalizację kolei ze środków z rządowego funduszu „Polski Ład”, obejmującą modernizację i remont szlaku od Pińczowa do Umianowic oraz od Motkowic do mostu kolejowego na Nidzie. Uruchomienie ruchu na tych dwóch odcinkach przewidywano na 2026 rok. W dalszej kolejności przewidywana jest odbudowa mostów na Nidzie i jej rozlewiskach i przywrócenie w 2027 roku przejazdów na pełnej trasie Jędrzejów - Pińczów (30 km), z wykorzystaniem dofinansowania z funduszy unijnych.

## Wydarzenia z historii kolejki

### Historyczne
- luty 1915 otwarcie pierwszego odcinka z Jędrzejowa do Motkowic (budowany dla celów militarnych przez armię austriacką)
- 1924 budowa parowozowni w Pińczowie
- 1 stycznia 1930 przejęcie pod zarząd PKP
- 1951 przekucie toru z 600 na 750 mm
- 1987 zawieszenie ruchu pasażerskiego
- 1993 zawieszenie ruchu towarowego
- 1998 uruchomienie ruchu turystycznego
- 2001 zawieszenie ruchu turystycznego przez PKP
- 2003 przejęcie przez władze samorządowe i wznowienie ruchu turystycznego

### Bieżące
- 5 sierpnia 2005 r. Minister Gospodarki odznaczył Świętokrzyską Kolejkę Dojazdową Odznaką honorową „Za Zasługi dla Turystyki”.
- 7 lipca 2006 r. w Umianowicach odbyły się obchody 90-lecia istnienia kolejki. Hasłem imprezy było „Spotkajmy się za 10 lat”. Patronat nad uroczystością objęli: wojewoda świętokrzyski Grzegorz Banaś, marszałek województwa Franciszek Wołodźko, zarząd kolejki oraz Stowarzyszenie Sympatyków Zabytkowej Jędrzejowskiej Kolei Dojazdowej.
- 9 lipca 2006 r. z okazji Światowego Dnia Turystyki za szczególne zasługi dla rozwoju turystyki w regionie świętokrzyskim kolejkę uhonorowano statuetką „Wędrowiec Świętokrzyski”. Nagrodę Świętokrzyskiej Kolejce Dojazdowej przyznał marszałek województwa świętokrzyskiego.
- 9 lipca 2006 kolejka otrzymała także wyróżnienie w plebiscycie „Słowa Ludu” i rozgłośni Radia „TAK”: „Ziemia Świętokrzyska Piękna Nieznajoma”, jako jedna z największych atrakcji turystycznych województwa.
- 3 stycznia 2007 krótkofalowa kolejkowa stacja klubowa HF7JKD nadająca z budynku biurowego na stacji Jędrzejów Wąski uzyskała w Zawodach Zielonogórskich im. Juliusza Schmidta Polskiego Związku Krótkofalowców, z okazji Dni Zielonej Góry – Winobrania, wysoką 5 lokatę otrzymując łącznie 6251 punktów.
- 12 czerwca 2007 w wyniku przeprowadzonego przeglądu parowozu Świętokrzyskiej Kolejki Dojazdowej – Px48-1724 uzyskał przedłużenie rewizji do czerwca roku 2009.
- 10 lipca 2007 Ciuchcia Express Ponidzie zdobyła trzecie miejsce w plebiscycie „Wybieramy skarb turystyczny województwa świętokrzyskiego” zorganizowanym przez Gazetę Wyborczą. Warto nadmienić, iż spośród głosów nadesłanych przez internautów kolejka zdobyła pierwsze miejsce.
- 10 października 2007 odbudowa mostku i udrożnienie szlaku do Stawian Pińczowskich, pierwszy pociąg po 11 latach.
- 20 października 2007 pociąg specjalny prowadzony trakcją parową parowozem Px48 dla miłośników kolei, z dojazdem do stacji Hajdaszek i Stawiany Pińczowskie.
- 26 października 2008 do Sędziejowic wjechał pierwszy od 15 lat pociąg osobowo – towarowy, prowadzony lokomotywą Lxd2-258, wypełniony po brzegi miłośnikami kolei i okolicznymi mieszkańcami, którzy również licznie pojawili się na samej stacji.
- 22 lutego 2010 na stacji Jędrzejów Wąskotorowy odbyła się uroczysta premiera płyty Śrubki Michała Jurkiewicza o tematyce kolejowej oraz minikoncert[13].
- 2014 w rozkładzie jazdy pojawił się nowy przystanek "Wygoda" przy kompleksie wypoczynkowym "Sielsko na Wygodzie"
- 16 listopada 2014 zaczęła się przebudowa układu torowego stacji Pińczów w związku z budową ronda. To bardzo utrudniło lub wręcz uniemożliwiło reaktywacje szlaku w przyszłości do Młodzaw.
- 21 sierpnia 2015 na szlaku do Umianowic zapaliła się lokomotywa Lxd2-258; ogień zniszczył silnik[14].
- 2020 zawieszenie ruchu, przejęcie przez Zespół Świętokrzyskich i Nadnidziańskich Parków Krajobrazowych[11]
- 2023 uruchomienie przejazdow drezynowych w Stawianach Pińczowskich przez Stowarzyszenie Sympatyków Zabytkowej Jędrzejowskiej Kolei Dojazdowej

## Trasa przejazdu

### Stan obecny
Linia czynna
| Jędrzejów Wąskotorowy |                      |
| Jasionna              |                      |
| Motkowice Wąskotorowe |                      |
| Umianowice            | Hajdaszek            |
|                       | Stawiany Pińczowskie |
|                       | Sędziejowice         |
| Pińczów               |                      |

Linie planowane do przywrócenia do ruchu
- Pińczów – Młodzawy – Mozgawa – Chroberz – Nieprowice – Złota Pińczowska – Jurków – Wiślica
- Sędziejowice – Chmielnik – Strojnów – Drugnia – Potok Wąsk. – Raków Opatowski

### Linie historyczne

#### Węzeł Umianowice
Trasa kolejki zaczynała się przy stacji normalnotorowej Jędrzejów i biegła do Umianowic:
- Jędrzejów
- Jędrzejów Wąskotorowy
- Jasionna
- Motkowice Wąsk
- Umianowice

W Umianowicach było rozwidlenie linii na kierunku do Cudzynowic i Bogorii:
- Umianowice
- Pińczów
- Młodzawy
- Mozgawa
- Chroberz
- Nieprowice
- Złota Pińczowska
- Jurków
- Wiślica
- Brodek
- Kolosy
- Jadzinek
- Bugaj
- Broniszów
- Cudzynowice

- Umianowice
- Hajdaszek
- Stawiany Pińcz
- Sędziejowice
- Chmielnik
- Strojnów
- Drugnia
- Potok Wąsk
- Raków Opatowski
- Rakówki
- Arkuszów
- Wola Malkowska
- Bogoria (stacja kolejowa)

#### Węzeł Bogoria
W Bogorii trasa kolejki rozwidlała się i biegła w kierunkach na Szczucin i Koprzywnicę oraz Iwaniska:
- Bogoria
- Dobra Sztambergów
- Staszów Wąsk
- Rytwiany
- Sichów
- Sierogi
- Łubnice Buskie
- Zborówek
- Komorów Wąsk
- Rataje Wąsk
- Szczucin koło Tarnowa Wąskotorowy

- Bogoria
- Józefów Kielecki
- Nawodzice
- Jachimowice
- Koprzywnica (stacja kolejowa)
- Ciszyca
- Tarnobrzeg Wąskotorowy

- Bogoria
- Przyborowice
- Gryzikamień
- Iwaniska (stacja kolejowa)

#### Węzeł Cudzynowice
W Cudzynowicach trasa kolejki rozwidlała się i biegła w kierunkach na Kocmyrzów i Charsznicę:
- Cudzynowice
- Kazimierza Wielka
- Donosy
- Wielgus
- Ksawerówka
- Kościelec
- Stogniowice
- Szreniawa Miechowska
- Proszowice
- Posądza
- Łyszkowice
- Biórków
- Zielona Wąsk.
- Kocmyrzów Wąskotorowy

- Cudzynowice
- Topola Pińczowska
- Skalbmierz
- Podgaje
- Działoszyce
- Słaboszów
- Janowice n. Nidzicą
- Kalina Wielka
- Kalina Mała
- Miechów Wąsk
- Chodów
- Charsznica

Przed przekuciem linii z toru 600 na 750 mm istniało także połączenie Hajdaszek – Pińczów.